# گئورگی آر. ویسمن
گئورگی آر. ویسمن (به انگلیسی: Gregory R. Wiseman) فضانورد اهل ایالات متحده آمریکا است که در ۱۱ نوامبر ۱۹۷۵ میلادی در بالتیمور زاده شد.